# فالكنبورخ آن دي خول

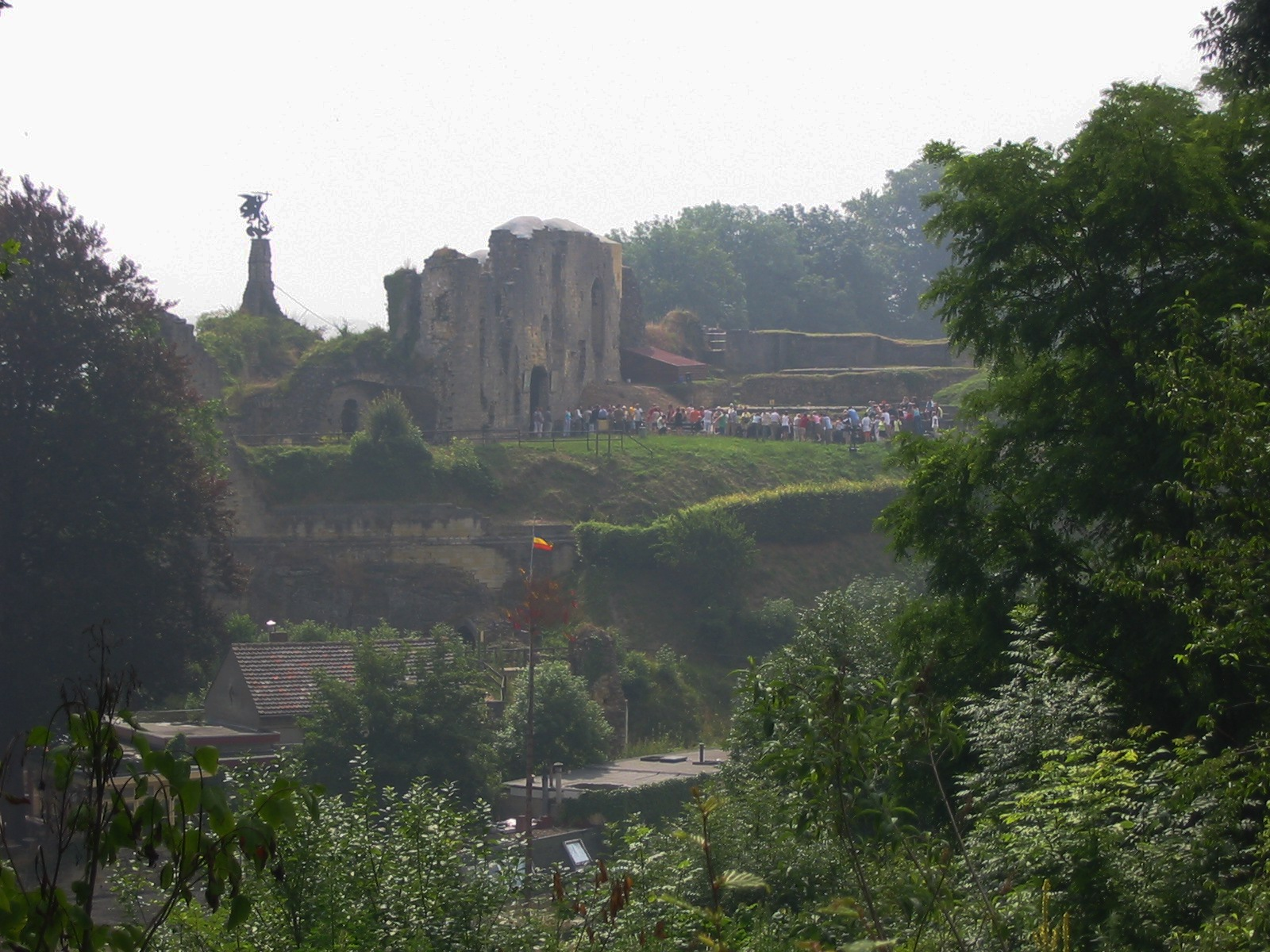
سياح يصطفون أمام قلعة فالكنبورخ

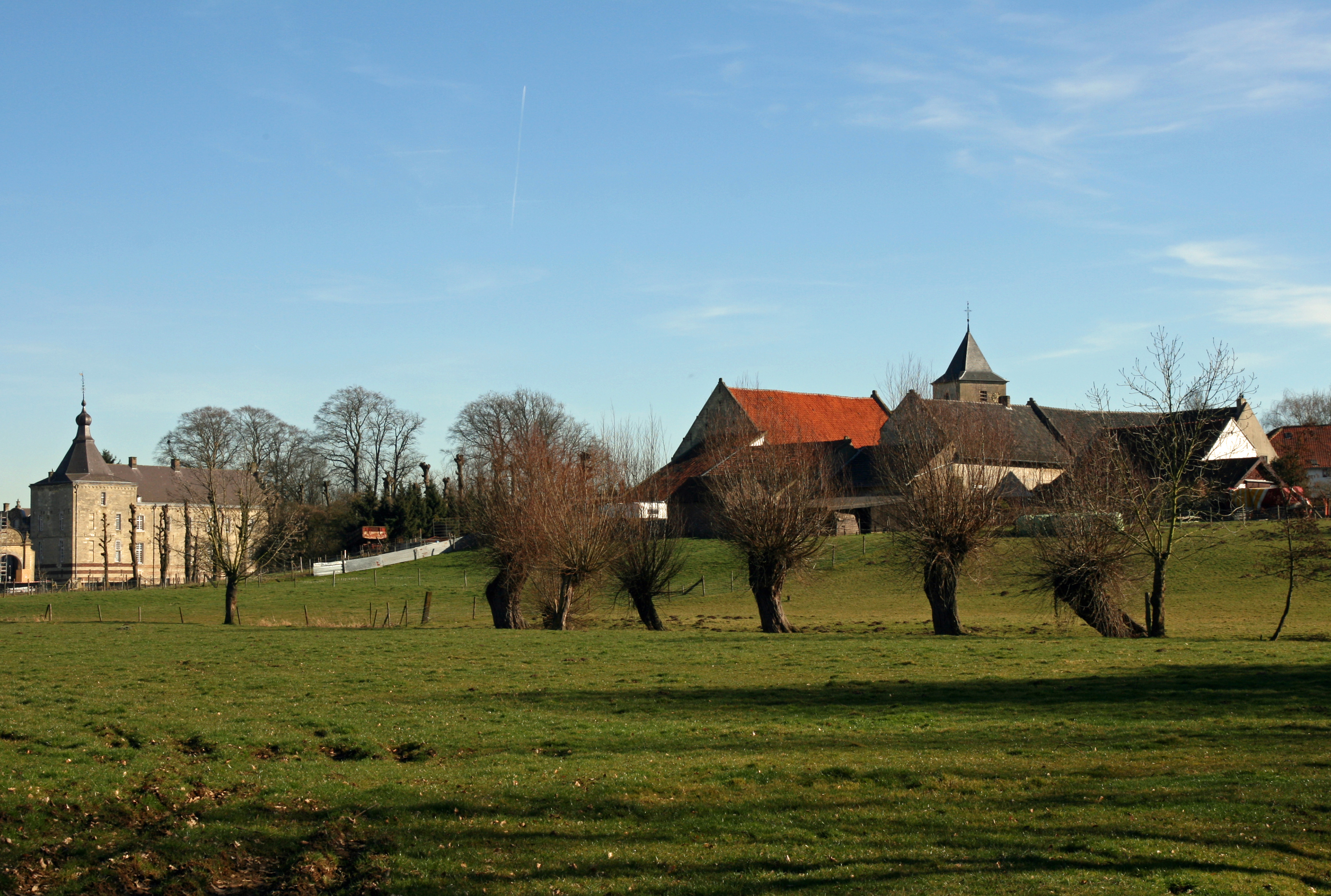
قرية آوده- فالكنبورخ

فالكنبورخ آن دي خول Valkenburg aan de Geul  هي بلدية بمقاطعة ليمبورخ، هولندا.

## طوبوغرافيا
خريطة طوبوغرافية هولندية لبلدية فالكنبورخ آن دي خول، مارس 2014، (تقرأ بعد ثلاث نقرات على الخريطة)

## مباني بفالكنبورخ

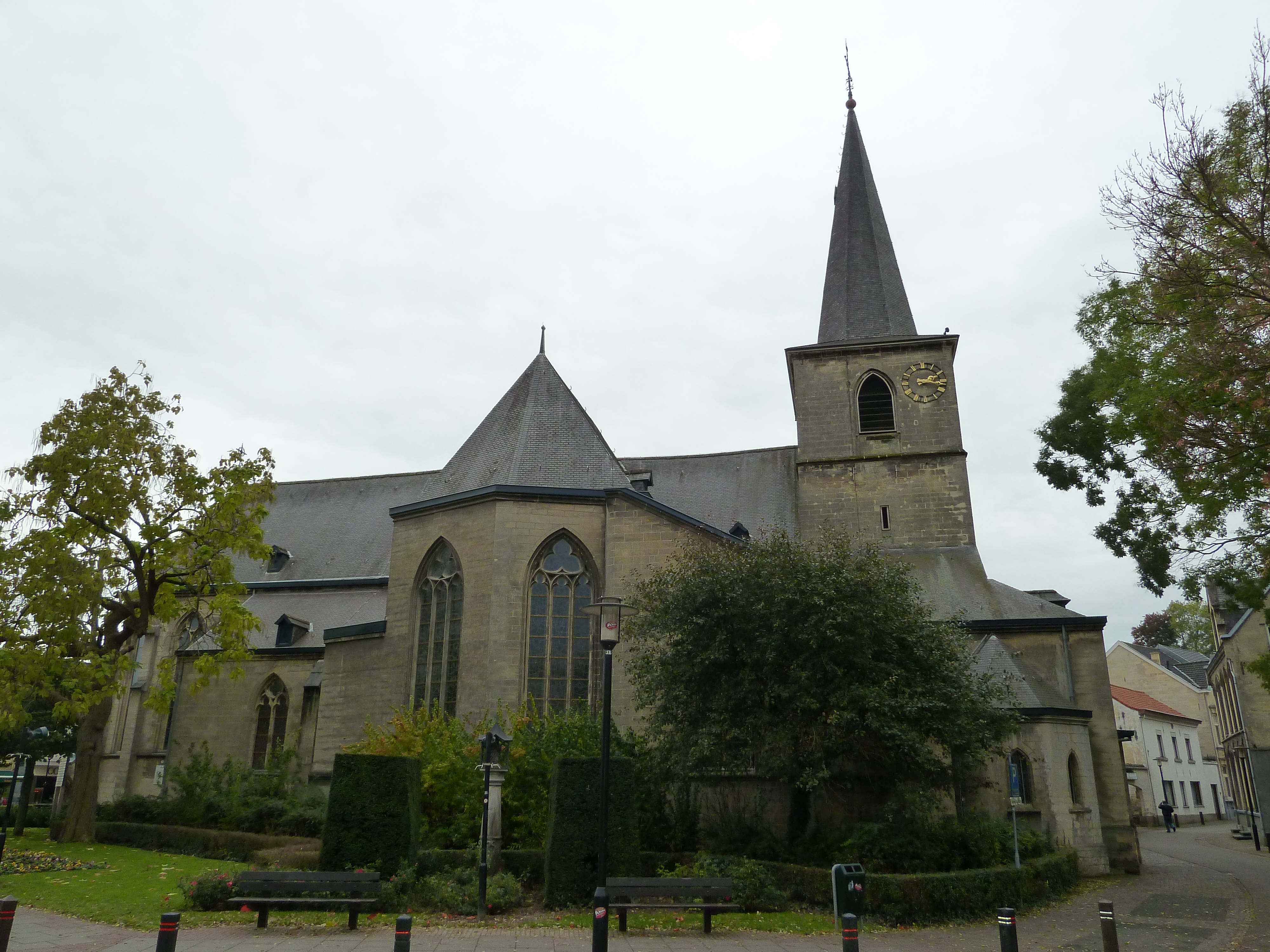
كنيسة سان نيكولاس
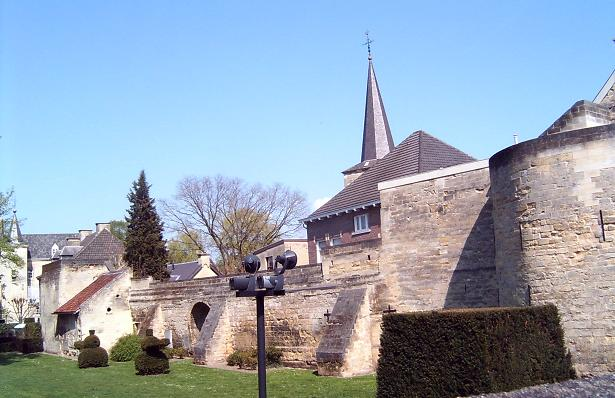
حوائط المدينة
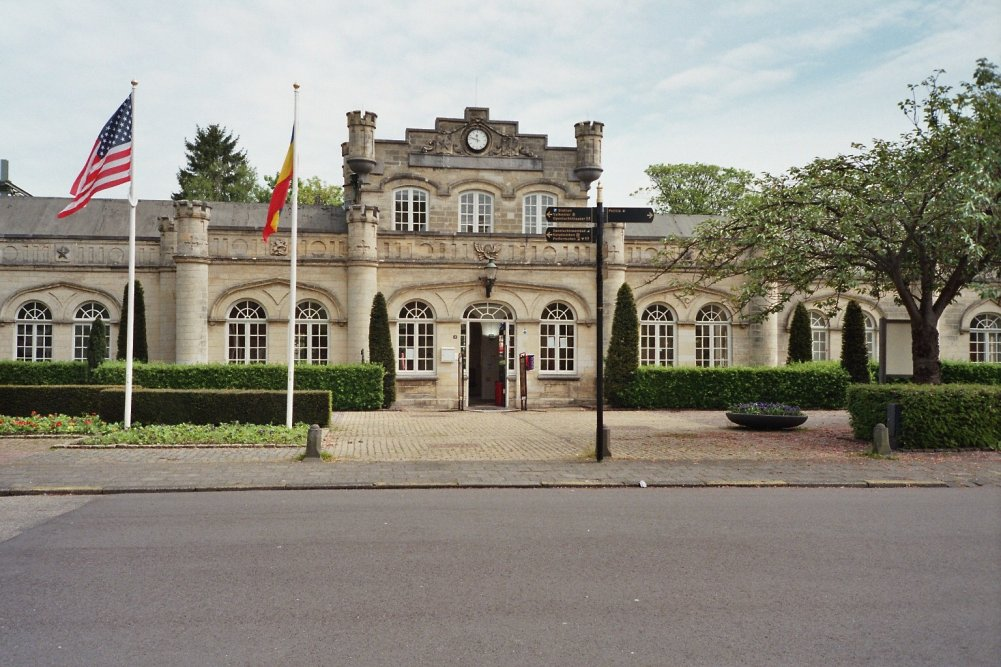
محطة القطار
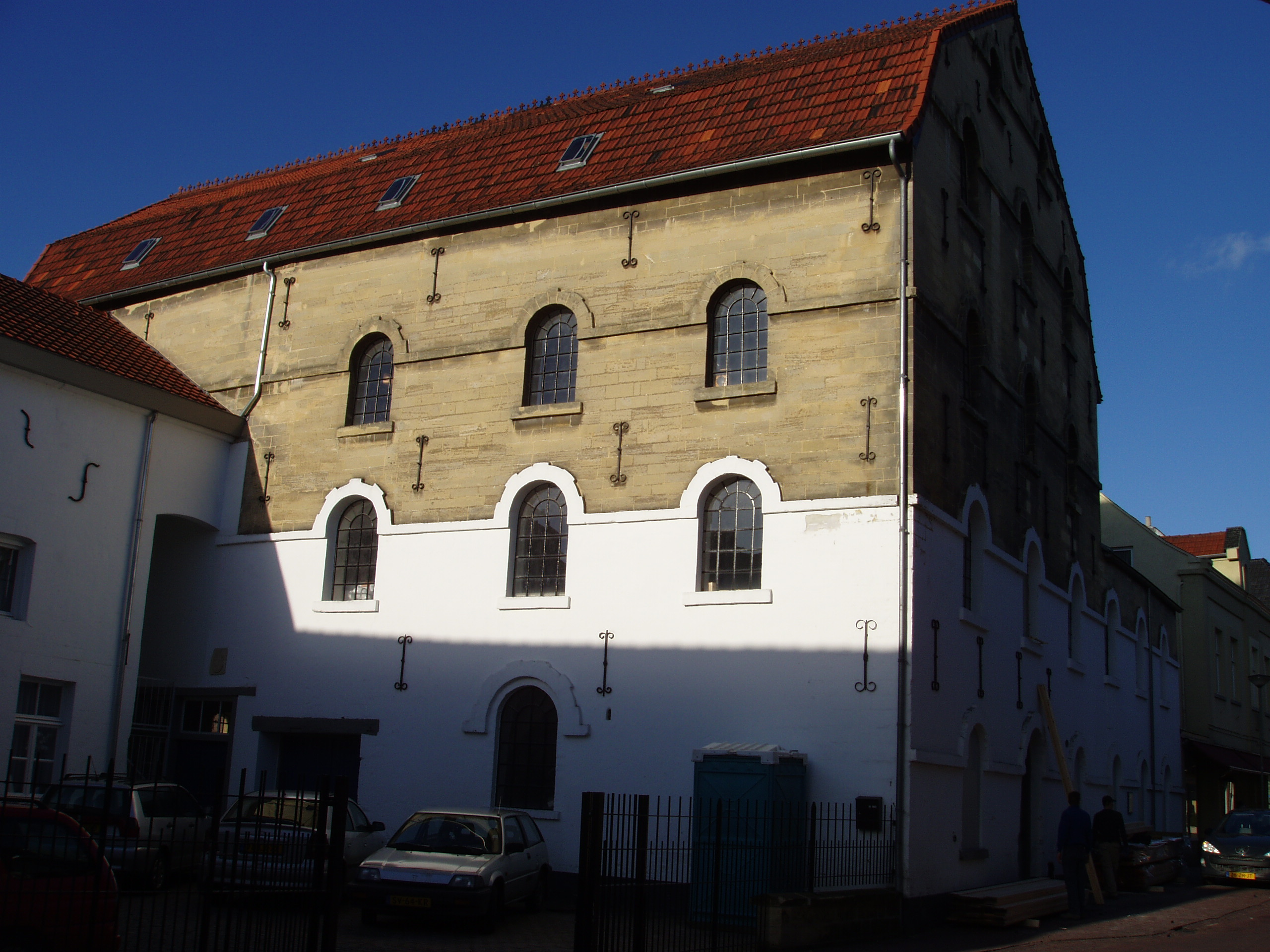
طاحونة مائية

## قلاع بفالكنبورخ

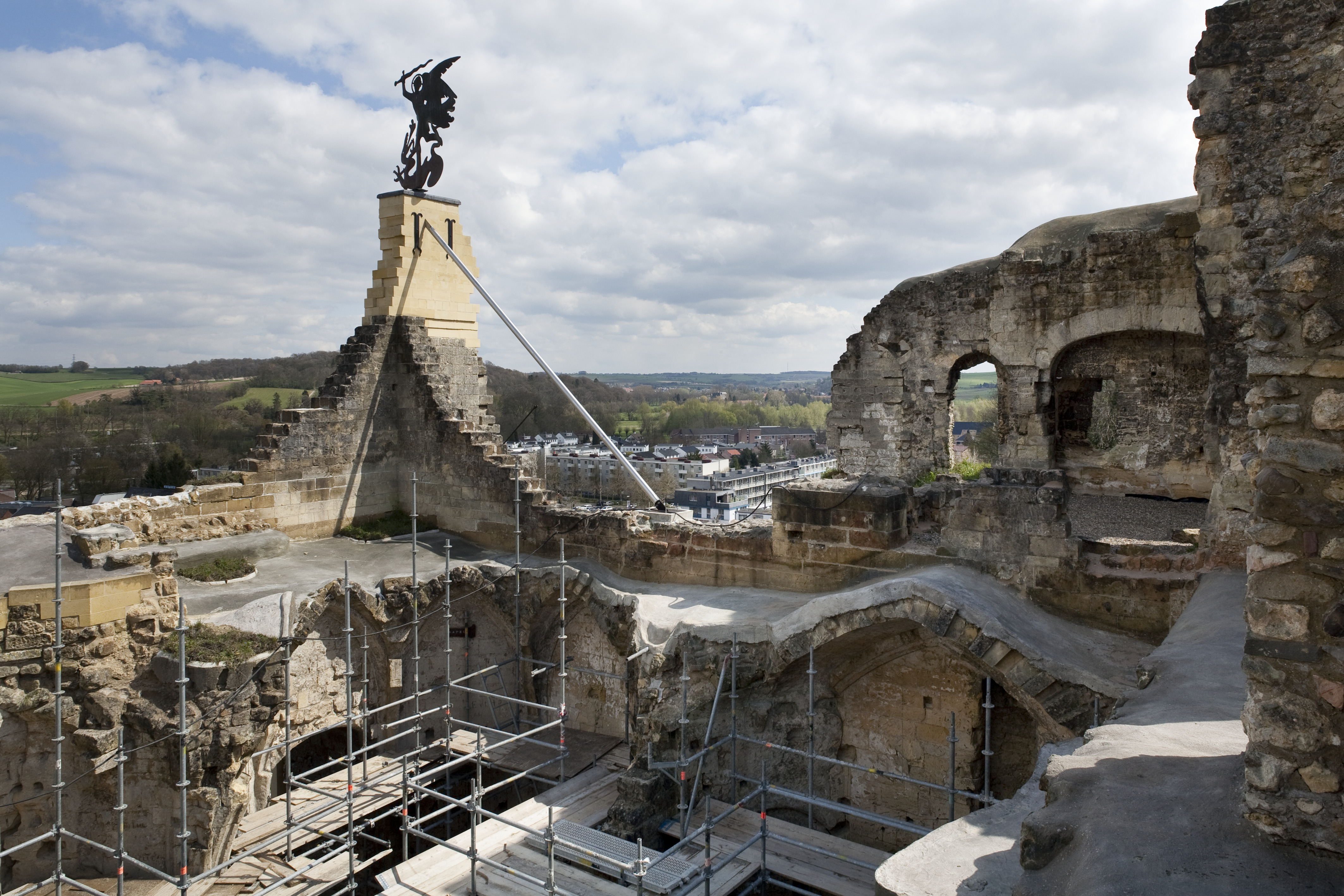
أطلال قلعة
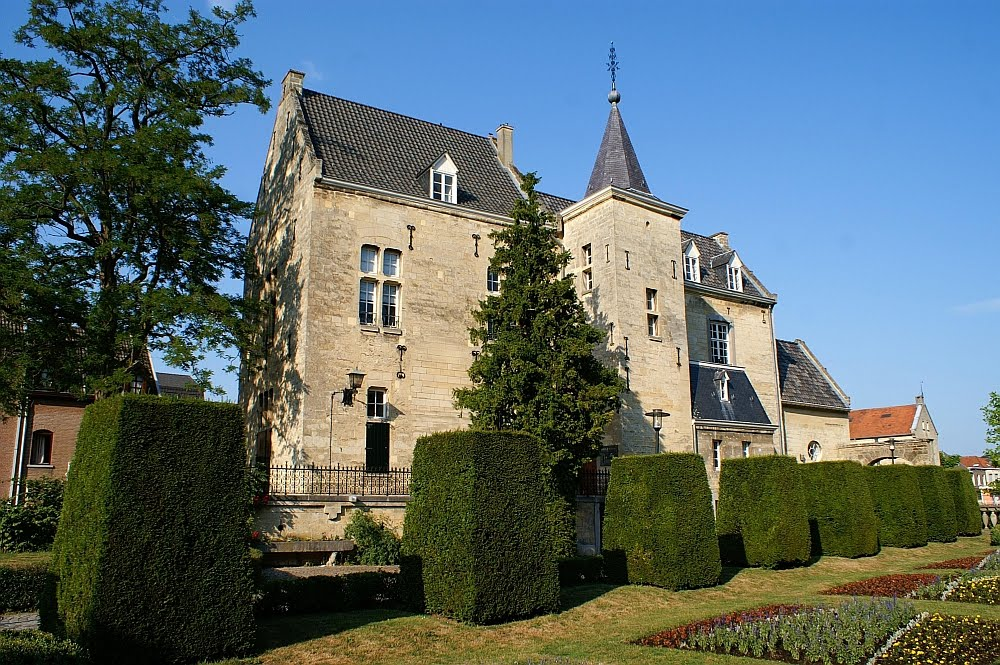
قلعة دن هيلدر
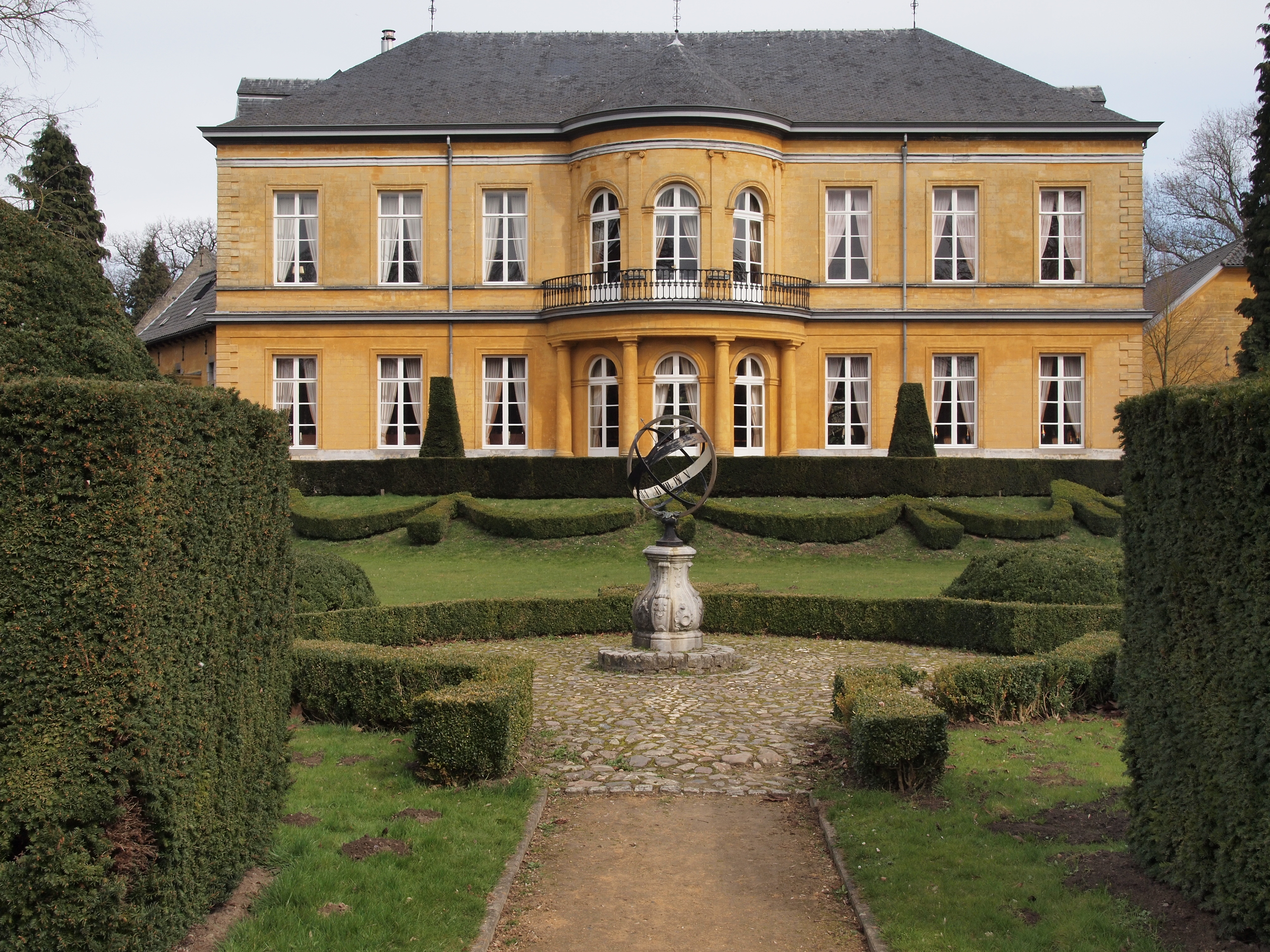
قلعة أوست
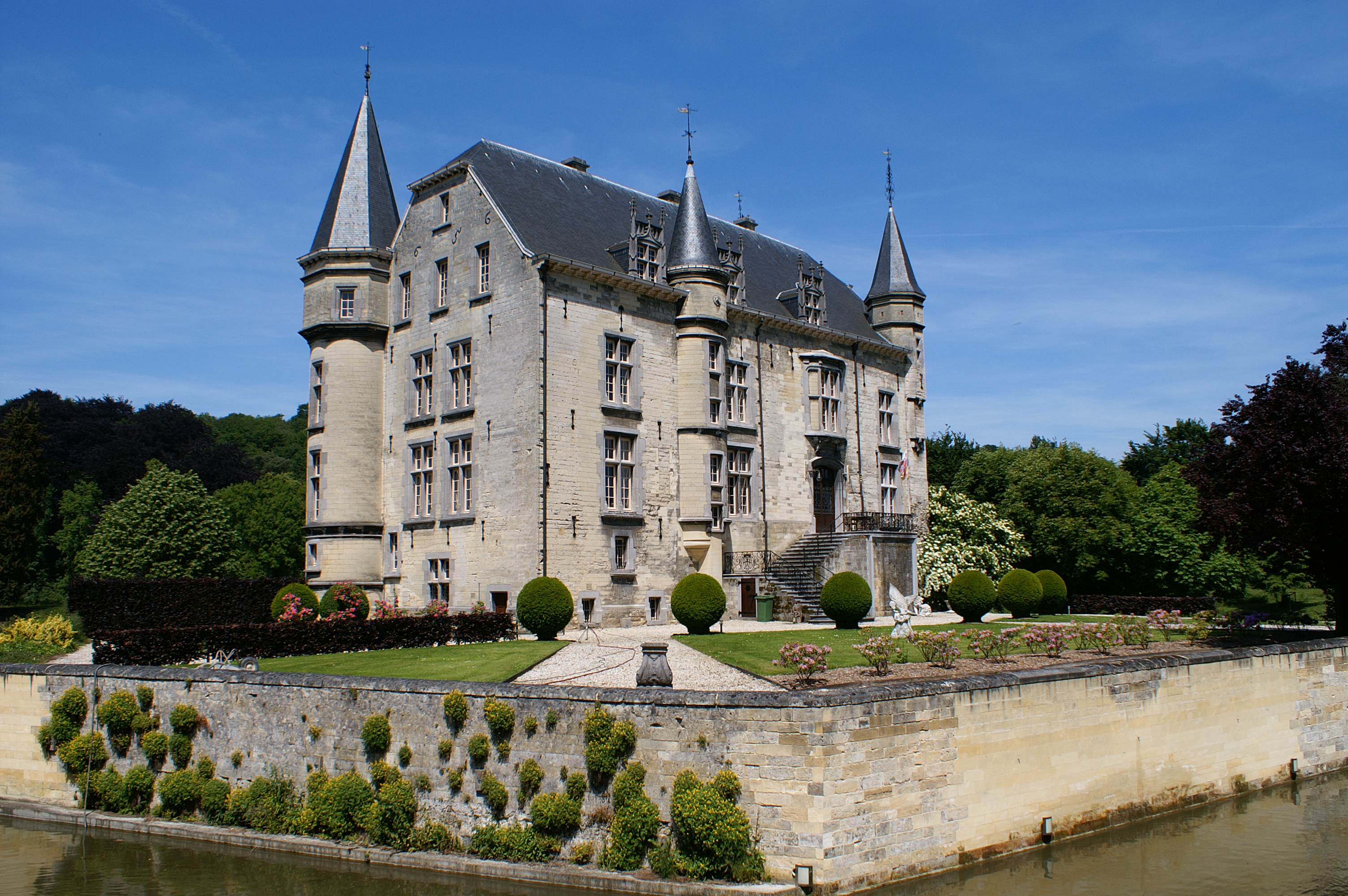
قلعة سخالون

## مناطق سياحية بفالكنبورخ

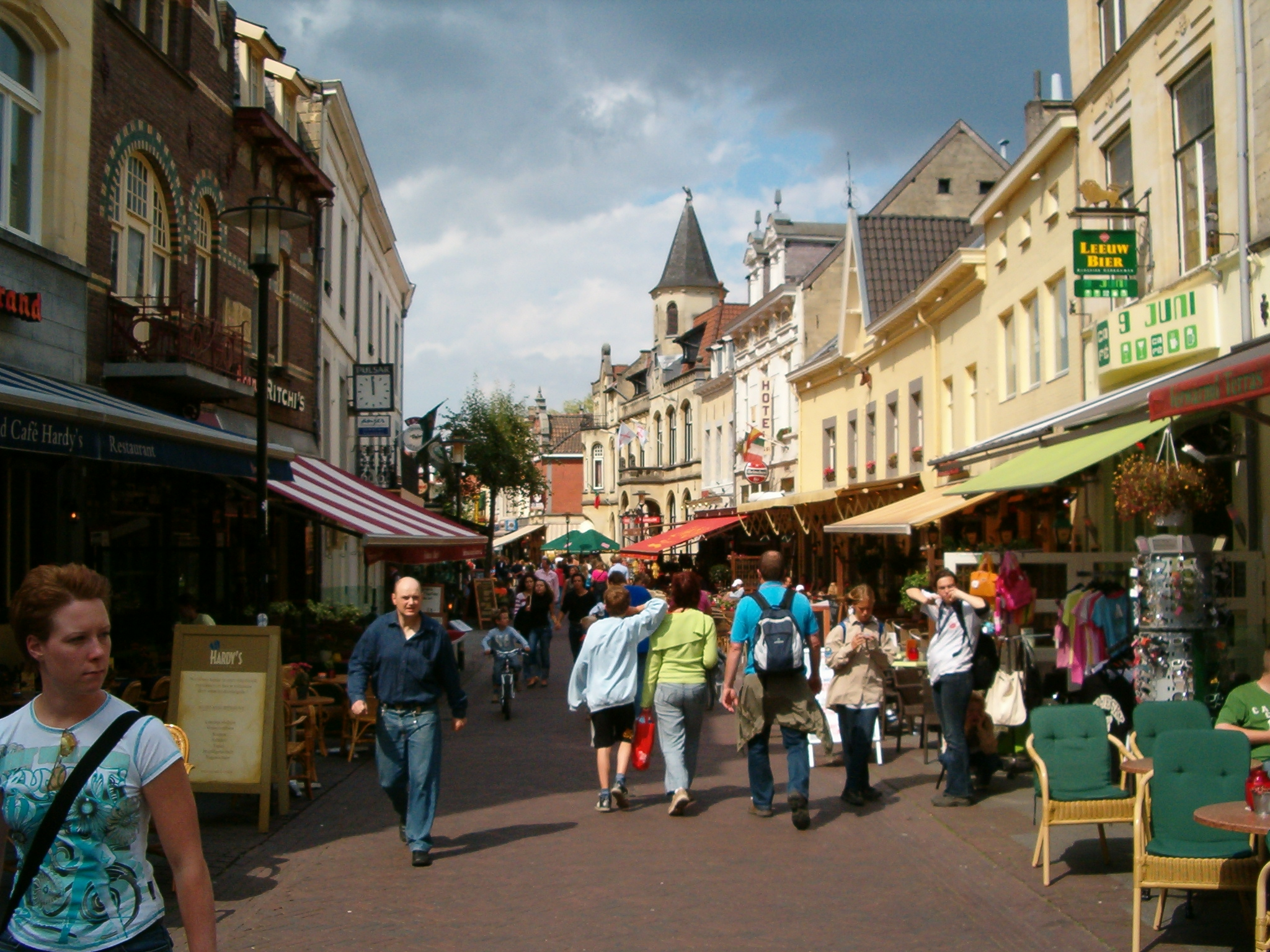
خروتستهسترات، شارع فالكنبورخ الرئيسي
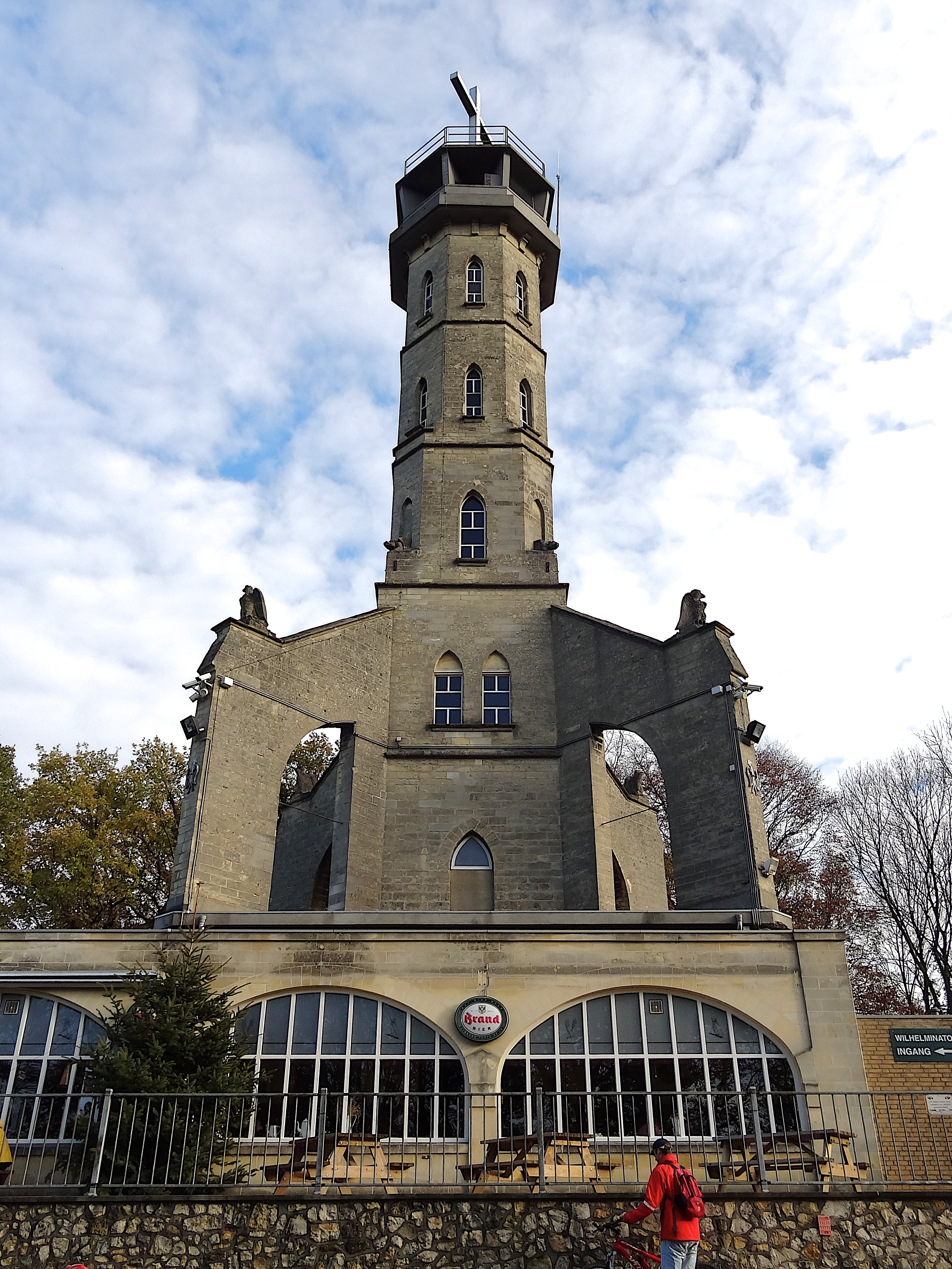
برج فيلهيلمينا
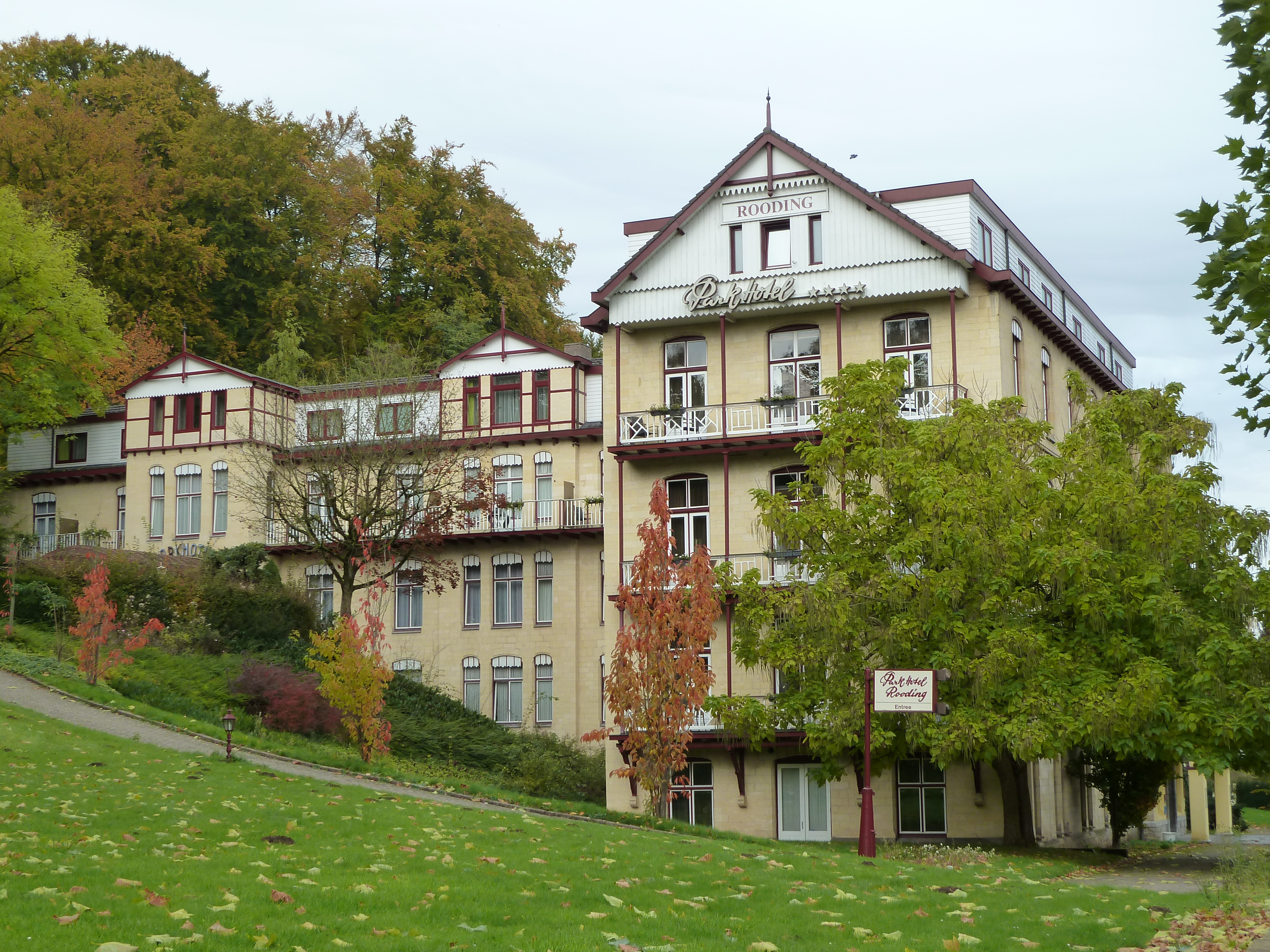
فندق بناه المعماري بيير كاوبيرز
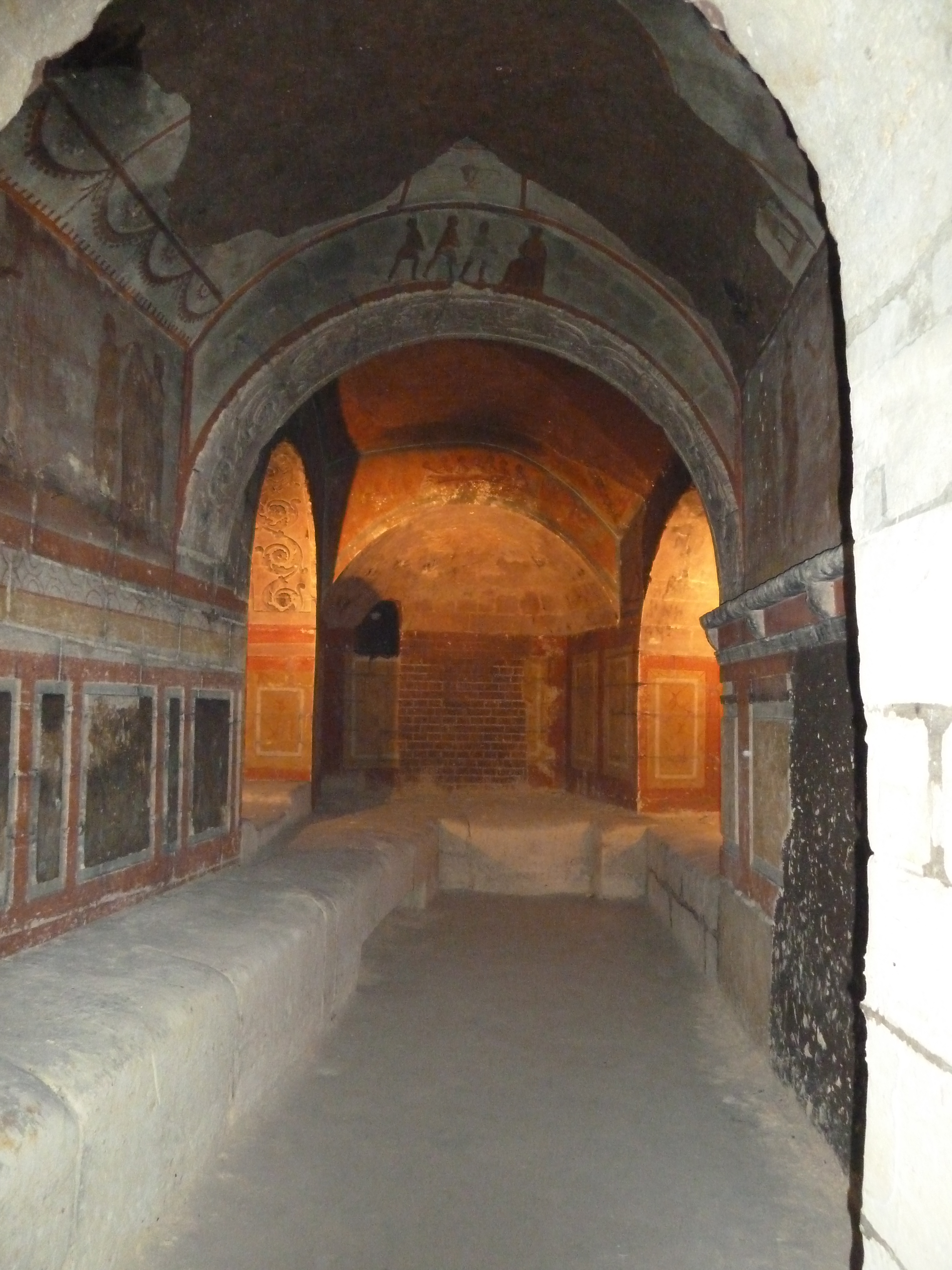
سراديب موت رومانية (كاوبيرز)

## أعلام
- سانت كيرلاخ